# Internationale Managementcode voor de veilige exploitatie van schepen en voorkoming van verontreiniging
De Internationale Managementcode voor de veilige exploitatie van schepen en voorkoming van verontreiniging, kort Internationale Veiligheidsmanagementcode (International Management Code for the Safe Operation of Ships and for Pollution Prevention, kort International Safety Management Code, ISM-code), is een internationale standaard voor veiligheid aan boord van schepen. De ISM-code werd ingesteld na enkele ernstige scheepsongevallen in de late jaren 1980. Deze ongevallen waren mede veroorzaakt door menselijke fouten, maar na latere onderzoeken werden ook fouten op niveau van het management vastgesteld. De ISM-code richt zich op veiligheidmanagement en vereist een Safety Management System (SMS) dat verwezenlijkt moet worden door de rederij.

## Waarom een speciale code
Het meest opvallende en tragische ongeval tijdens de late jaren 1980 was dat met de Herald of Free Enterprise, een Britse ferry die kapseisde voor de Belgische kust tijdens de nacht van 6 maart 1987, omdat men vergeten was de boegdeuren te sluiten.
Voor dit ongeval kreeg de kapitein nog de schuld van alles wat fout ging. Maar na het ongeluk begonnen mensen zich vragen te stellen. Waarom waren de boegdeuren niet gesloten? Waarom was er niet meer controle geweest van de boegdeuren?
Onderzoek wees uit dat de schuld niet enkel aan boord lag, maar ook bij het management aan wal. Als het management geen stabiel netwerk van hulp en advies kon aanbieden, dan waren zij eigenlijk de schuldige van alles dat mis kon lopen.

## Tot stand komen van de code
In 1989 stelde de International Maritime Organization (IMO) de Guidelines on Management for the Safe Operation of Ships and for Pollution Prevention op. Het doel van deze richtlijnen was om een raamwerk te voorzien voor de gepaste ontwikkeling van veiligheid en de preventie van verontreiniging. Op 4 november 1993 werden deze richtlijnen met resolutie A.741(18) omgevormd tot de ISM-code. Op 23 november 1995 werd met resolutie A.788(19) besloten dat de code op 1 juli 1998 verplicht zou worden.